# استیون داونز (بازیکن فوتبال)
استیون داونز (انگلیسی: Stephen Downes؛ زادهٔ ۱۲ نوامبر ۱۹۸۱) بازیکن فوتبال اهل بریتانیا است.
از باشگاه‌هایی که در آن بازی کرده‌است می‌توان به باشگاه فوتبال برافورد پارک آونیو، باشگاه فوتبال یورک سیتی، و باشگاه فوتبال گریمزبی تاون اشاره کرد.